# ささだあすか
ささだ あすか（7月31日 - ）は、日本の女性漫画家。愛媛県出身。同県松山市在住。血液型はA型。通称は ' ささだん '。既婚。息子が2人いる。
森生まさみの元アシスタント。1993年、「また会えたらいいね」で白泉社の第4回ララまんがグランプリ佳作受賞。同作品が『増刊LaLaミステリー』（白泉社）に掲載されデビュー。「恋について語ってみようか」で第18回白泉社アテナ新人大賞優秀新人賞を受賞。『LaLa』、『LaLa DX』、『Silky』（いずれも白泉社）に作品を掲載。代表作は『恋について語ってみようか』、『パジャマでごろん』など。

## 略歴
- 1993年 - 「また会えたらいいね」で、白泉社第4回ララまんがグランプリ佳作受賞。『増刊ララミステリー』（白泉社）12月10日号に掲載されデビュー。「恋について語ってみようか」で、第18回白泉社アテナ新人大賞優秀新人賞受賞。
- 1994年 - 「恋について語ってみようか」が『LaLa』（白泉社）5月号に掲載され、その後、自身初の連載化。

## 作品リスト

### 白泉社
- 恋について語ってみようか（全2巻、1996年 - 1997年刊）
  - 第1巻収録作品：恋について語ってみようか / 未来について語ってみようか / 敵について語ってみようか / 恋について語ってみようか・夏 / また会えたらいいね
  - 第2巻収録作品：恋について語ってみようか / Q / 空はいつか晴れるでしょう。
- ストロベリーチョコレート（全1巻、1997年刊）
  - 併録：君にいちばんの笑顔を贈ろう / 未来をつかもう
- 日向で昼寝 (全1巻、1998年刊）
  - 併録：ひかりのかけら
- バラエティー（全2巻、1998年 - 2000年刊）
  - 第1巻併録：新世界〜海のまちを歩こう〜
  - 第2巻併録：ラッキー ゴー!
- パジャマでごろん（全3巻、2000年 -2003年刊）
  - 第1巻併録：WHITE MEMORIES
- 片恋生活（短編集、2003年刊）
  - 収録作品：片恋生活 / ハッピーエンドへふみだそう! / いねむり姫とサッパリ王子 / 縁側でね / いつもの散歩道 / 見渡すかぎりの
- 三日月パン（全3巻、2003年 - 2006年刊）
  - 第1巻併録：クルリまわる
- おとなりはじめてものがたり（全1巻、2016年刊）
  - 電子書籍限定刊行。

### メディアファクトリー
- 永遠の途中（原作：唯川恵、全1巻、2009年刊）

### 新書館
- ふわふわのきもち（短編集、2012年刊）[1]
  - 収録作品：おとなりのせんぱい / ふわふわのきもち / はじまりのことば / ほんのともだち / まいにちのともだち
- ささだあすか短篇集 きらきらのなつ（2013年刊）[2]
  - 収録作品：きらきらのなつ / しのびのいろは / 自転車ブルー! / 星空☆ファクトリー